# Anbasa ibn Suhaym al-Kalbi
ʿAnbasa ibn Suḥaym al-Kalbī (in arabo عنبسة بن سحيم الكلبي‎?; ... – Aquitania, primavera 726) conosciuto anche in ambiente cristiano come Ambiza, fu un generale arabo e un Wālī di al-Andalus dal 721 al 726.

## Origine
Il Diccionario biográfico español, Real Academia de la Historia, riporta che Anbasa era figlio di Suhaym al-Kalbi, di cui non si conoscono gli ascendenti, come conferma anche la Histoire de la conquête de l'Espagne par les Musulmans.

La penisola iberica, nel 724, durante il governatorato di Anbasa ibn Suhaym al-Kalbi

## Biografia
Dopo la morte del wālī di al-Andalus, Al-Samh ibn Malik al-Khawlani, avvenuta durante la Battaglia di Tolosa del 721, le truppe arabo-berbere islamiche acclamarono il loro generale Abd al-Rahman ibn Abd Allah al-Ghafiqi comandante dell'esercito e wālī di al-Andalus ad interim, che quindi resse il governo di al-Andalus sino a quando fu nominato wālī ʿAnbasa ibn Suhaym al-Kalbi, come riporta la Histoire de l'Afrique et de l'Espagne, nominato dal Wālī di Ifriqiya, Bishr ibn Safwan al-Kalbi, come riporta la Ibn Abd-el-Hakem's History of the Conquest of Spain.

Secondo gli Ajbar Machmuâ: crónica anónima, invece, il wālī di Ifriqiya, Bishr ibn Safwan al-Kalbi, di nuova nomina, depose al-Samḥ ibn Mālik al-Khawlānī, nominando ʿAnbasa in sua vece, ma una nota a piè di pagina, riporta la morte di al-Samḥ in battaglia.

Secondo la Ibn Abd el-Hakem's History of the Conquest of Spainquando, nel 724, il nuovo Califfo degli Omayyadi, Hisham ibn 'Abd al-Malik, giunse al potere confermò Bishr wālī di Ifrīqiya e ʿAnbasa wālī di al-Andalus.
Dal 722 ʿAnbasa per tre anni organizzò delle razzie in Settimania e, secondo la Histoire de l'Afrique et de l'Espagne, nel 723, iniziò una guerra santa contro i cristiani di Spagna finché riuscì a sottomettere anche i più riottosi.
ʿAnbasa riuscì ad occupare tutto il regno che era stato dei Visigoti, nel nord della Spagna, scontrandosi con la resistenza organizzata nelle montagne della Cantabria e delle Asturie dal duca Pietro di Cantabria e da Pelagio, primo principe delle Asturie. 
Nel 722 i musulmani vennero sconfitti a Covadonga: per i cronisti cristiani fu un importante fatto d'armi che diede inizio idealmente alla Reconquista, mentre per quelli musulmani fu talmente insignificante da non essere neppure citato, come riporta Spagna musulmana e Portogallo: una storia politica di al-Andalus, che data la battaglia di Covadonga nel 717; solo gli Ajbar Machmuâ: crónica anónima, riferendosi all'anno 728, cita la presenza di Pelagio, che, nelle Asturie, con un nucleo di seguaci, controllava una parte del territorio.
Nel 725, ʿAnbasa si mise alla testa delle operazioni: partendo dalla base di Narbona, dopo aver espugnato Carcassonne, occupò tutta la Settimania, arrivando sino a Nîmes, senza combattere e ad inviare gli ostaggi a Barcellona. Il duca d'Aquitania, Oddone I (Eudes) tuttavia gli sbarrò la strada e lo costrinse a risalire la valle del Rodano e poi della Saona, che ʿAnbasa mise a sacco, distrusse la città di Autun, mettendo insieme un grande bottino. Il wālī d'al-Andalus fu fermato nuovamente da Oddone a Sens e fu costretto ad interrompere la razzia e tornare in Spagna.
Nel 726, ʿAnbasa lanciò un'ulteriore razzia, questa volta contro l'Aquitania, ma trovò la morte in uno scontro, all'inizio della razzia stessa contro il duca Oddone, che per alcuni anni era riuscito a contenere i Saraceni come riportano anche gli storici C.H. Becker e Christian Pfister.

Secondo la Histoire de l'Afrique et de l'Espagne, ʿAnbasa morì nel dicembre 725, dopo aver governato quattro anni e otto mesi.

### Fonti primarie
- (LA)  Monumenta Germaniae historica, Scriptorum, tomus 1.
- (LA)  Rerum Gallicarum et Francicarum Scriptores, tomus tertius.
- (FR)  Histoire de la conquête de l'Espagne par les Musulmans
- (FR)  #ES Histoire de l'Afrique et de l'Espagne
- (ES)  Ajbar Machmuâ: crónica anónima
- (EN)  #ES Ibn Abd-el-Hakem's History of the Conquest of Spain
- (EN)  #ES Spagna musulmana e Portogallo: una storia politica di al-Andalus

### Letteratura storiografica
- M. Christian Pfister, "La Gallia sotto i franchi merovingi: vicende storiche", in Storia del mondo medievale, vol. I, 1999, pp. 688–711
- C.H. Becker, "L'espansione dei saraceni in Africa e in Europa", in Storia del mondo medievale, vol. II, 1999, pp. 70–96